# Omnipotencia

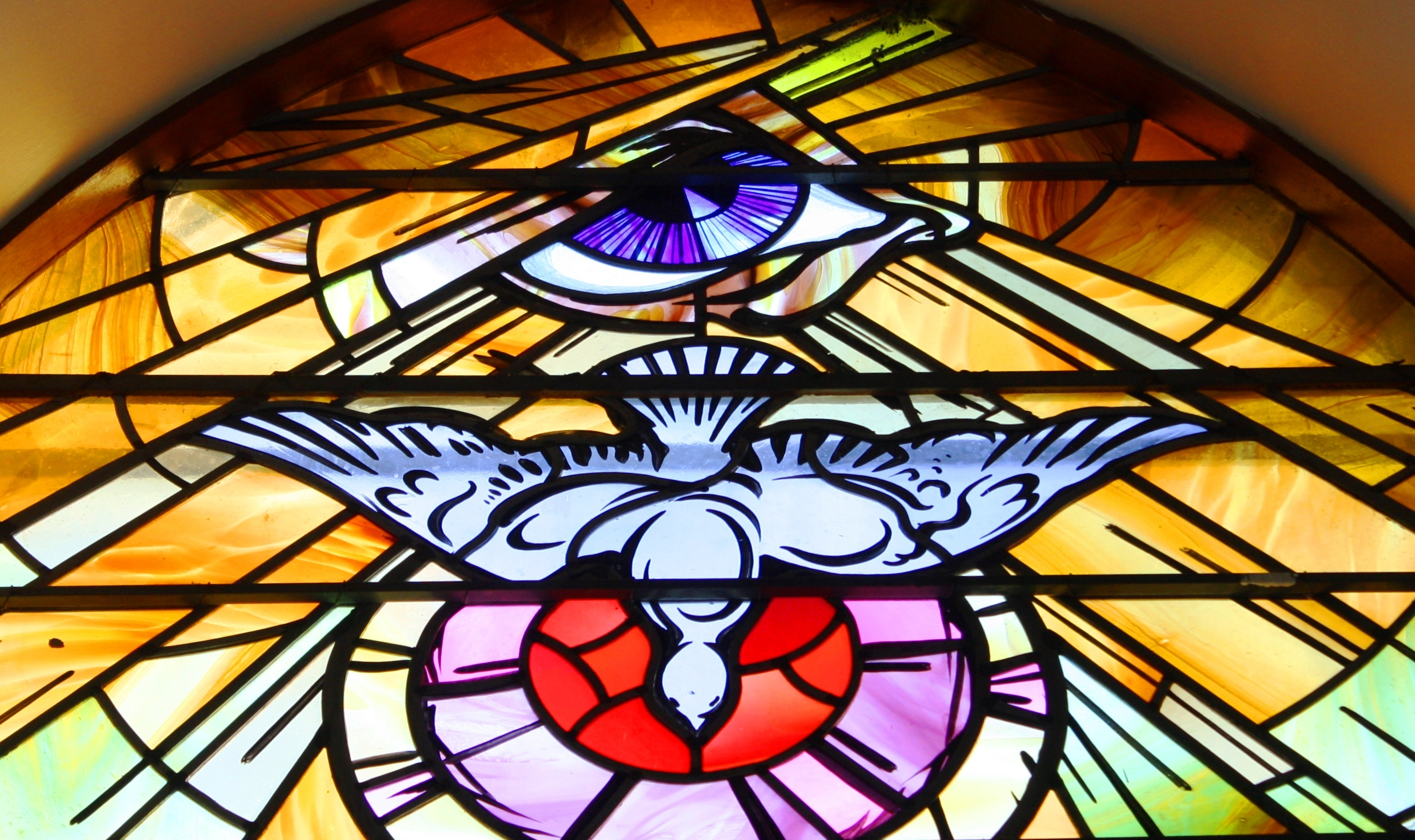
Vidriera en la Iglesia Católica Romana de la Sagrada Familia, Annacloy Road, Teconnaught/Annacloy, Condado de Down, Irlanda del Norte

Omnipotencia (literalmente “todo poder”) postula un poder de supremacía absoluta.
Esta cualidad está muy presente en la filosofía de las religiones monoteístas, la omnipotencia aparece como una de las características principales de Dios, entre las que también se incluyen: omnisciencia, omnipresencia (aunque varía según la religión) y omnibenevolencia.

## Significados de omnipotencia
El término omnipotencia se ha usado con diferentes connotaciones. Entre ellas pueden incluirse las siguientes, aunque no de forma exclusiva:
1. Dios no solo puede trascender las leyes físicas o de probabilidad, sino que también puede trascender las verdades lógicas (por ejemplo, Dios podría crear un círculo cuadrado, o hacer que dos más dos sea igual a diez), porque Dios no está limitado por nada.
2. Dios puede intervenir en el mundo alterando las leyes de la física y de la probabilidad (por ejemplo, Dios puede hacer milagros), pero es imposible (y un sinsentido) decir que Dios puede contradecir las verdades lógicas.
3. La omnipotencia de Dios no puede alterar las leyes de la física o de la lógica; su omnipotencia se mide por el dominio de esas leyes a las cuales Él también está sujeto. La omnipotencia de Dios consiste en que ha alcanzado el máximo potencial de su especie (humanidad) y es tan poderoso como su especie lo puede ser. Aquello que puede parecer un milagro a un simple mortal es en realidad un ejemplo de la omnisciencia divina con respecto a las leyes de la naturaleza y su capacidad de hacer uso de ella.
4. Dios puede hacer todo aquello que va acorde con su propia naturaleza. En cuanto Ser Supremo, no existe nada ni nadie que pueda ejercer su poder sobre Él, que es la fuente y el origen de todo el poder. La naturaleza de Dios incluye la lógica y por ello Dios no puede hacer nada que sea lógicamente absurdo. Dios puede alterar las leyes de la física porque no son parte de su naturaleza (en sentido estricto, aunque puedan ser un reflejo suyo), son solamente el medio para llegar a un fin. Tertuliano resumió esto de este modo.

En cierto sentido hay algo que podría ser difícil incluso para Dios- Es decir, algo que Él no podría hacer- no porque Él no pueda hacerlo, sino porque Él no querría hacerlo. Para Dios desear es poder y no desear es no poder, todo lo que ÉL desea es capaz de llevarlo a cabo y exhibir Su habilidad.
Tertuliano, Contra Praxeas, Capítulo X 

## Definición escolástica
Tomás de Aquino (1225-1274) reconocía la dificultad de comprender el poder divino. Aquino escribió sobre este tema que: “Es difícil precisar en qué consiste exactamente la omnipotencia [de Dios]”. Para el pensamiento escolástico la omnipotencia divina se entiende como compatible con ciertas limitaciones sobre los poderes divinos en vez de implicar habilidades infinitas. Hay ciertas cosas que ni siquiera un Dios omnipotente puede hacer. Los teólogos medievales se interesaron por cuestiones aparentemente triviales acerca de cuáles eran las limitaciones de Dios. La declaración de que “Dios puede hacer cualquier cosa” solo puede asumirse si añadimos la cláusula “que implique la perfección del verdadero poder”.  Esta respuesta escolástica estándar admite que los actos de criaturas como andar pueden ser realizados por humanos pero no por Dios. Más que una ventaja, los poderes de seres humanos tales como caminar o sentarse son solo posibles porque son imperfecciones en el poder humano. La capacidad de pecar, por ejemplo, no es un poder sino una imperfección. Dios, que es ser (acto) puro, reúne en sí todas las perfecciones; los seres humanos en cambio, son en acto pero también en potencia, porque reciben el acto de ser por participación, y se ven limitados por el modo en que este se configura (la esencia humana). En respuesta a la cuestión sobre si Dios puede hacer actos imposibles (tales como crear un círculo cuadrado), Aquino responde que “Nada que implique una contradicción cae bajo la omnipotencia divina.” 
En tiempos recientes C.S. Lewis adoptó una posición escolástica en el curso de su trabajo sobre el problema del mal. Lewis se adhiere al punto de vista de Aquino sobre las contradicciones.

Su omnipotencia implica el poder de hacer todo lo que es intrínsecamente posible, no el de hacer lo intrínsecamente imposible. Le puedes atribuir milagros, pero no sinsentidos. Esto no es un límite a Su poder. Si tú decides decir “Dios puede crear una criatura con libre albedrío y al mismo tiempo negarle el libre albedrío.” No has logrado realmente decir nada sobre Dios. Las combinaciones sin sentido de palabras no adquieren sentido de repente sólo porque pongamos delante las palabras “Dios puede”… No es más posible para Dios que para la más débil de sus criaturas realizar alternativas mutuamente excluyentes, pero porque el sinsentido sigue siendo sinsentido incluso si hablamos de Dios”
Lewis, 18

## Rechazo de la omnipotencia
Algunos monoteístas rechazan en conjunto la creencia de que Dios es o pueda ser omnipotente. En el unitarismo universalista, gran parte del judaísmo conservador y el reformista y algunos movimientos en el protestantismo, se dice que Dios actúa en el mundo por la persuasión y no por la coacción. Dios puede manifestarse en el mundo mediante la inspiración y la creación de posibilidades, pero no necesariamente mediante milagros o la violación de las leyes físicas. Este rechazo a la omnipotencia puede ser debido a consideraciones filosóficas o bíblicas, discutidas más abajo.

### Argumentos filosóficos: Teología del proceso
La teología del proceso rechaza la omnipotencia sobre una base filosófica, argumentando que el concepto clásico de omnipotencia implicaría ser menos que perfecto, lo cual se contradice con la idea de un Dios perfecto.
Esto aparece en la a menudo olvidada declaración de Platón de que “Ser es poder”.

Mi idea podría ser que cualquier cosa que posee alguna clase de poder de afectar a otra o de ser afectada por otra, aunque sea sólo por un momento, por insignificante que sea la causa y por leve que sea el efecto, tiene existencia real; y yo sostengo que la definición de ser es simplemente poder
Platón, 247E 

De esta premisa Charles Hartshorne deduce que:

El poder es influencia y el poder absoluto es influencia absoluta… El poder debe ser ejercido sobre algo, por lo menos si con poder queremos decir influencia o control, pero lo que se controla no puede ser absolutamente pasivo, ya que lo que no tiene una tendencia a sí mismo no es nada, por tanto si algo sobre lo que se actúa es en parte activo debe ejercer alguna resistencia, aunque sea mínima, hacia el poder “absoluto” ¿y cómo un poder que puede ser resistido ser absoluto?
 Hartshorne, 89

El argumento puede dividirse de este modo:
1) Dios existe
2) Dios es perfecto
3) La existencia es poder
4) Todos los seres tienen poder (por 3)
5) Si todos los seres tienen poder, entonces tienen algún poder para resistir a Dios.
6) Si los seres tienen poder para resistir a Dios, entonces Dios no tiene un poder absoluto.
Si Dios tiene un poder absoluto, entonces no tiene ningún poder en absoluto. Por tanto Dios debe incorporar algunas características de poder y otras de persuasión. A esto se le conoce como teísmo dipolar.

### Argumentos bíblicos
Algunos de los que se oponen a la idea de omnipotencia divina lo hacen basándose en la Biblia. Ellos hacen notar que la palabra “omnipotencia” está ausente en la Biblia. También hacen notar que en las narraciones del Antiguo Testamento Dios actúa con la creación principalmente mediante la persuasión y solo ocasionalmente mediante la fuerza bruta. Un texto del Nuevo Testamento usado para oponerse a la idea de omnipotencia divina es la afirmación de Pablo de Tarso de que Dios no puede mentir (Tito 1:2). Por tanto alegan que no hay razones bíblicas para creer en la omnipotencia y que esa doctrina es simplemente el resultado de una síntesis de la doctrina helenística y el pensamiento cristiano primitivo.
Debemos de saber y entender que la Biblia fue traducida de un lenguaje original por lo que hay diversas interpretaciones de la misma.Y estas interpretaciones muchas veces son erradas y no enfocan el mensaje original en el idioma original.

## Paradoja de la omnipotencia
Creer que Dios puede hacer absolutamente todo lo que se pueda imaginar puede conllevar ciertas paradojas lógicas. Un ejemplo simple puede ser como sigue: ¿Podría Dios crear una piedra tan grande que ni él mismo pudiera levantarla? Si puede hacerlo, entonces la roca inamovible limitaría los poderes de Dios; pero si no puede, entonces ya no es omnipotente. Este problema condujo en la Alta Edad Media al concepto matemático del infinito y sentó las bases del cálculo infinitesimal.